# Troebelingsstroom

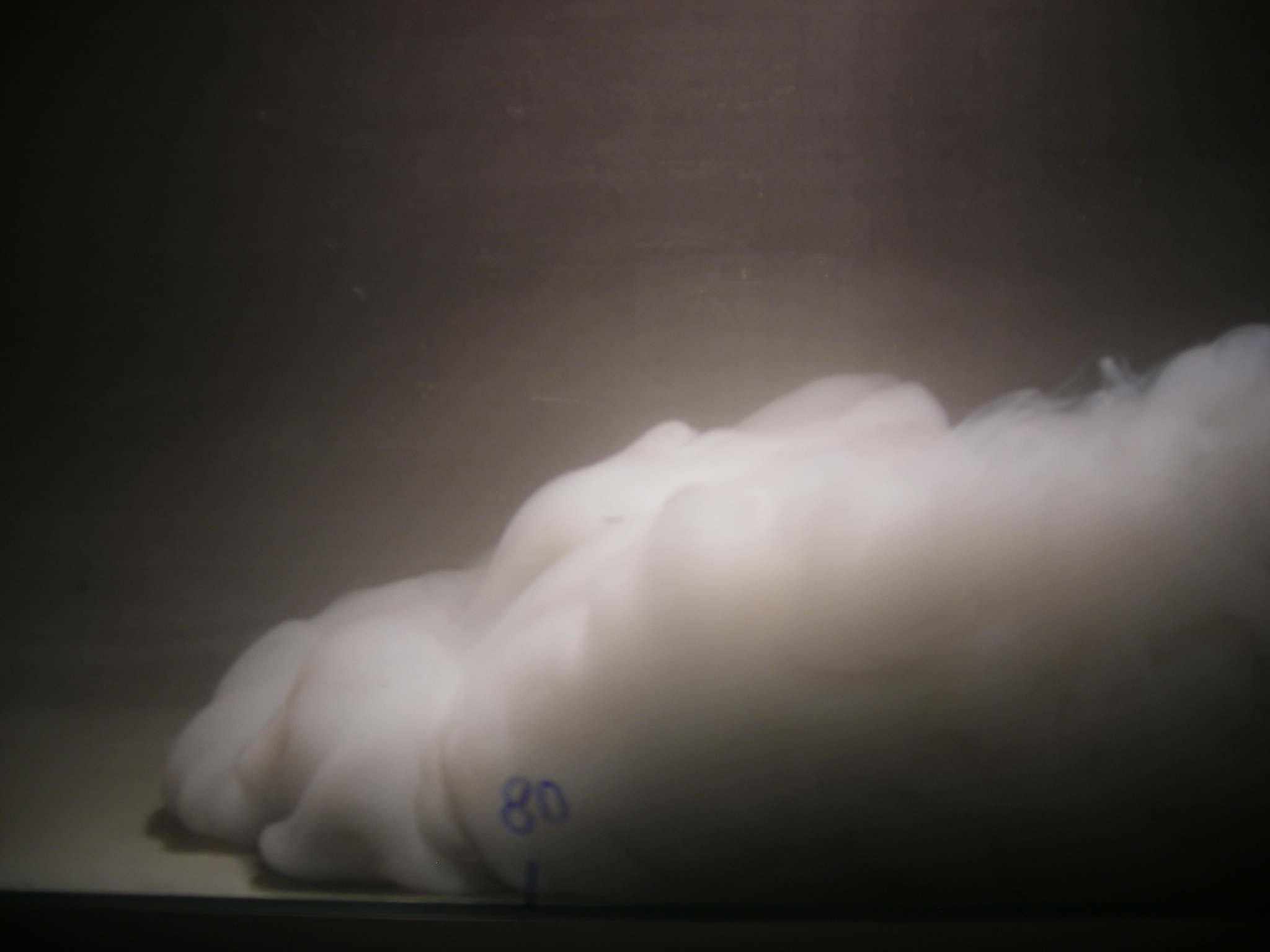
Een troebelingsstroom in een laboratoriumexperiment (melk in water)

Een troebelingsstroom of suspensiestroom of turbiditeitsstroom is een stroming van vloeistof die sediment bevat door andere vloeistof, die minder sediment bevat. De troebelingsstroom wordt aangedreven doordat de dichtheid in de stroom hoger is dan in de omgeving, of omdat de troebelheid hoger is. Troebelingsstromen zijn voorbeelden van massabeweging onder water.
In de natuur komen troebelingsstromen voor over de bodem van meren en oceanen. Vaak beginnen ze op gedeeltes van de bodem die niet helemaal horizontaal zijn. Een aardbeving of afschuivingsmassa kan veroorzaken dat sediment in het water in suspensie raakt, en vanwege de kleine helling zal de met sediment geladen, dichtere massa van het water vlak boven de bodem zich in beweging zetten. De turbulentie van de stroming kan veroorzaken dat meer sediment wordt geërodeerd van de bodem en in suspensie geraakt. Daardoor krijgt de stroom een nog hogere dichtheid vergeleken met zijn omgeving en zal de snelheid toenemen. Op deze manier kan een troebelingsstroom zichzelf versterken en in beweging houden. De snelheid van troebelingsstromen kan op die manier toenemen tot de helft van de geluidssnelheid bereikt is.
Troebelingsstromen komen vooral voor in gebieden waar vaak aardbevingen voorkomen en/of de zeebodem een kleine helling heeft, zoals op de continentale helling en verheffing of in oceanische troggen. Ze kunnen zoveel materiaal van de zeebodem meenemen dat in de loop der tijd een submariene canyon ontstaat. Waar troebelingsstromen tot rust komen bezinkt het sediment, dit is vaak pas onderaan de helling. Sedimentair gesteente dat ontstaan is door een troebelingsstroom wordt turbidiet genoemd.
Een aardbeving voor de kust van Newfoundland in 1929 zorgde voor het opwekken van troebelingsstromen op de oceaanbodem. Hierbij werden veel trans-Atlantische telefoonkabels vernield.